# Almonaster la Real
Almonastar la Real ist eine Gemeinde in der spanischen Provinz Huelva. Sie hat 1.751 Einwohnern (Stand: 2024) und liegt etwa hundert Kilometer von der Provinzhauptstadt Huelva entfernt. Größte Sehenswürdigkeit ist eine alte Umayyaden-Moschee aus dem 10. Jahrhundert.

## Sehenswürdigkeiten
Der historische Ortskern von Almonaster la Real wurde 2006 als Conjunto histórico-artístico klassifiziert.